# Sorbus mayeri
Sorbus mayeri är en rosväxtart som beskrevs av Mikolá. Sorbus mayeri ingår i släktet oxlar, och familjen rosväxter. Inga underarter finns listade i Catalogue of Life.